# Geniusze
Geniusze – wieś w Polsce położona w województwie podlaskim, w powiecie sokólskim, w gminie Sokółka.
W latach 1975–1998 miejscowość administracyjnie należała do województwa białostockiego.
Nazwa wsi występowała w dwóch wariantach, które zmieniały się na przestrzeni wieków: Gieniusze oraz obecny wariant Geniusze:
- 1799 r.: Gieniusze – miejsce zamieszkania osób odwołujących się do Kamery wojny i domen w Białymstoku[7],
- okres zaboru rosyjskiego: Gieniusze – wg Polish localities in the Russian partition (...)[8],
- 1881 r.: Gieniusze – wieś w powiecie sokólskim w Słowniku geograficznym Królestwa Polskiego i innych krajów słowiańskich – osada i okolica szlachecka, pow. sokólski, 6 wiorst od Sokółki[9],
- 1924 r.: Geniusze – kolonia w gminie Sokółka w Skorowidzu miejscowości Rzeczypospolitej Polskiej opracowanym na podstawie wyników pierwszego powszechnego spisu ludności z dn. 30 września 1921 r.[10],
- 1933 r.: Geniusze – kolonia w gminie Sokółka w Skorowidzu miejscowości Rzeczypospolitej Polskiej (...)[11],
- 1968 r.: Gieniusze – wieś (gromada Janowszczyzna) w Spisie miejscowości Polskiej Rzeczypospolitej Ludowej z 1968 r.[12],
- 1973 r.: Gieniusze – w Spisie kościołów i duchowieństwa Archdiecezji w Białymstoku z 1973 r.[13],
- 1980 r.: Geniusze – w Wykazie urzędowych nazw miejscowości w Polsce[14],
- 2010 r.: Geniusze – w Wykazie urzędowych nazw miejscowości i ich części[15].

Nazwa wsi wzięła się prawdopodobnie od nazwiska Gieniusz, wywodzącego od jaćwieskiego słowa ginius, oznaczającego strażnika (od ginti – bronić) i pochodzi od bojarów litewskich, którzy przybyli z Gieniuszy koło Krynek (obecnie na terytorium Białorusi) w czasach kolonizacji Puszczy Knyszyńskiej.
Wieś posiada przystanek kolejowy.
Po 1989 r. podejmowane były, bez powodzenia, próby zmiany nazwy miejscowości na historyczną.
Wierni kościoła rzymskokatolickiego należą do parafii Wniebowzięcia Najświętszej Maryi Panny w Sokółce.